# Гоголев, Павел Дмитриевич
Павел Дмитриевич Гоголев (род. 19 февраля 2000, Москва) — российский хоккеист, нападающий.

## Биография
Сын хоккеиста и тренера Дмитрия Гоголева. Братья Александр и Георгий также хоккеисты.
Начинал заниматься в «Крыльях Советов». В 13 лет уехал в Канаду, где играл в юношеских командах Pursuit of Excellence (Келоуна, 2013/14 — 2014/15, Okanagan Mainline Amateur Hockey Association — OMAHA и Canadian Sport School Hockey League — CSSHL) и Canadian International Hockey Academy (CIHA) Wight (Рокленд, 2015/16, HEO).
Выступал в OHL за команды «Питерборо Питс» (2016/17 — 2018/19) и «Гелф Сторм» (2018/19 — 2019/20), в Швеции за «Весбю» (2020/21), в АХЛ за «Торонто Марлис» (2020/21 — 2022/23) и «Рокфорд Айсхогс» (2022/23), в ECHL за «Ньюфаундленд Гроулерс» (2021/22 — 2022/23).
Чемпион ОХЛ.
4 июля 2023 года подписал однолетний контракт с клубом КХЛ «Сибирь». 26 апреля 2024 года «Сибирь» объявила о подписании нового однолетнего контракта с Гоголевым.